# Baalsbruggermolen
De Baalsbruggermolen was een watermolen in het noordoosten van Kerkrade in de Nederlandse provincie Limburg. De watermolen staat in het Wormdal aan de Baalsbruggerweg op de Worm die ter plaatse de grens vormt tussen Nederland en Duitsland.

## Geschiedenis
Tot de Franse Tijd bezat Abdij Rolduc de molen eigendom van de abdij. Het anker van het gebouw geeft de datum 1743. In die tijd had de molen drie houten waterraderen die in gebruik waren als korenmolen (een voor rogge en een voor tarwe) en als oliemolen. In 1854 had het onderslagrad van de roggemolen een breedte van 76 centimeter en een doorsnede van 5,5 meter. De tarwemolen was 51 centimeter breed met een doorsnede van 5,5 meter. De oliemolen was 39 centimeter breed met had een doorsnede van 6,4 meter. De roggemolen hing vooraan tegen de gevel, terwijl de tarwemolen en de oliemolen achter elkaar zaten in een eigen waterkanaal. Als de tarwemolen moest draaien draaide de oliemolen ook altijd en omgekeerd.
In de jaren 1850, waarschijnlijk 1867, waren de raderen van de tarwemolen en de oliemolen vervallen en werden toen afgebroken.
In 1894 werd het uit 1884 stammende waterrad vervangen door een ander rad met een breedte van 119 centimeter en een doorsnede van 5 meter en werd het water door een toelopende koker op de schoepen gebracht.
In 1916 was er grote wateroverlast waardoor het waterrad vernield werd. In 1916 kreeg de eigenaar toestemming voor de plaatsing van een turbine. Het werd een Francisturbine met een turbinekamer op de plaats van het rad.
Sinds 1967 is de molen een rijksmonument.
In 1974 werden de waterrechten verkocht en de Worm werd hier gekanaliseerd.